# Долно-Линево
Долно-Линево (болг. Долно Линево) — село в Болгарии. Находится в Монтанской области, входит в общину Лом. Население составляет 272 человека.

## Политическая ситуация
В местном кметстве Долно-Линево, в состав которого входит Долно-Линево, должность кмета (старосты) исполняет Росен Иванов Йосифов (ГРАЖДАНСКО СДРУЖЕНИЕ ЗА ЕВРОПЕЙСКО БЪДЕЩЕ ЗА ОБЩИНА ЛОМ, ДВИЖЕНИЕ ЗА ПРАВА И СВОБОДИ) по результатам выборов.
Кмет (мэр) общины Лом — Пенка Неделкова Пенкова (независимый) по результатам выборов.